# Padal prosjlogodnij sneg
Padal prosjlogodnij sneg (russisk: Падал прошлогодний снег) er en sovjetisk animationsfilm fra 1983 af Aleksandr Tatarskij.